# Federazione di rugby a 15 dello Zambia
La Federazione Rugby XV dello Zambia (in inglese Zambia Rugby Football Union) è l'organo che governa il Rugby a 15 nello Zambia.
Affiliata all'International Rugby Board, è inclusa fra le nazionali di terzo livello senza esperienze di Coppa del Mondo.